# Snorbaardvleermuis
De snorbaardvleermuis (Pteronotus personatus)  is een zoogdier uit de familie van de plooilipvleermuizen (Mormoopidae). De wetenschappelijke naam van de soort werd voor het eerst geldig gepubliceerd door Wagner in 1843.

## Voorkomen
De soort komt voor in Belize, Bolivia, Brazilië, Colombia, Costa Rica, Ecuador, El Salvador, Guatemala, Guyana, Honduras, Mexico, Nicaragua, Panama, Peru, Suriname, Trinidad en Tobago en Venezuela.